# Barsy Béla
Barsy Béla (Palotaújfalu, 1906. január 24. – Budapest, 1968. április 30.) Kossuth-díjas magyar színész.

## Életpálya
Pályáját 1928-ban Kolozsvárott kezdte. 1929-től statisztaként budapesti színházaknál dolgozott, később különböző vidéki társulatokkal járta az országot. 1940–től 1944-ig Putnik Bálint nagyváradi társulatának, 1948–49-ben pedig a győri Kisfaludy Színháznak volt a művésze. 1949-től a szegedi, 1956 és 1966 között – nyugdíjba vonulásáig, a budapesti Nemzeti Színház tagja volt. 1952-től szerepelt filmekben is. 1953-ban Kossuth-díjjal jutalmazták Davidoglu: Vas és acél című darabjában nyújtott alakításáért.

## Színpadi szerepei
- Petru Arjoca (Mihail Davidoglu: Vas és acél)
- Tiborc (Katona József: Bánk bán)
- Balga (Vörösmarty Mihály: Csongor és Tünde)
- Zuboly (William Shakespeare: Szentivánéji álom)
- Bittó (Földes Mihály: Mélyszántás)
- Varga Antal, ács (Háy Gyula: Az élet hídja)
- Polezsajev (Leonyid Rachmanov: Viharos alkonyat)
- Harpagon (Molière: A fösvény)
- Józsa (Illyés Gyula: Fáklyaláng)
- Stan Mann (Wesker: Gyökerek)
- Earl Scoundrell (Lavrenyov: Amerika hangja)
- Varga István, gyári munkás (Fejér István: Bekötött szemmel)
- Hmara (Háy Gyula: Csillagtárna)
- Buda Miklós (Háy Gyula: Erő)
- Jákó István (Barát Endre: Fekete arany)
- Bratschild (Jacques Offenbach: Gerolsteini nagyhercegnő)
- Gerendás Béla (Gyárfás Miklós: Hatszáz új lakás)
- Szemjon Pirogov (Gyakonov: Házasság hozománnyal)
- Werner (Mándi Éva: Hétköznapok hősei)
- Besszemenov (Makszim Gorkij: Kispolgárok)
- Haynau (Jókai Mór: A kőszívű ember fiai)
- Szilvai professzor (Szigligeti Ede: Liliomfi)
- Mosolygó Menyhért (Csiky Gergely: Mákvirágok)
- Potapov (Szofronov: Moszkvai jellem)
- Pázmár dr. (Mikszáth Kálmán: A Noszty fiú esete Tóth Marival)
- Idősebb matróz (Lavrenyov: Összeomlás)
- Professzor (Kipphardt: Shakespeare kerestetik)
- Sztrépet Kirill (Vinyikov: Széles mező)
- Dirks, fejvadász (Beecher–Stowe: Tamás bátya kunyhója)
- Andrejev Minájev (Mihajlov–Szamojlov: Titkos háború)
- Köröm Sándor (Urbán Ernő: Tűzkeresztség)
- Csesznok (Kornyijcsuk: Ukrajna mezőin)
- Petsek (Fucsik: Üzenet az élőknek)
- Pasquale Lojanoco (Eduardo De Filippo: Vannak még kísértetek)
- Corbaccio (Ben Jonson: Volpone)
- Ford (Shakespeare: A windsori víg nők)

## Filmjei

### Játékfilmek
- Vihar (1951)
- A harag napja (1953)
- Simon Menyhért születése (1954)
- Életjel (1954)
- Körhinta (1955)
- Hannibál tanár úr (1956)
- Az eltüsszentett birodalom (1956)
- Bakaruhában (1957)
- Csigalépcső (1957)
- Dani (1957)
- Két vallomás (1957)
- Édes Anna (1958)
- Micsoda éjszaka! (1958)
- Vasvirág (1958)
- Égi madár (1958)
- Csempészek (1958)
- Egy csomag elveszett (1958)
- Dúvad (1958)
- Pár lépés a határ (1959)
- Szombattól hétfőig (1959)
- Szerelem csütörtök (1959)
- Bogáncs (1959)
- Kard és kocka (1959)
- Álmatlan évek (1959)
- A harminckilences dandár (1959)
- Ház a sziklák alatt (1959)
- Tegnap (1959)
- A Noszty fiú esete Tóth Marival (1960)
- Az arc nélküli város (1960)
- Két emelet boldogság (1960)
- Hosszú az út hazáig (1960)
- Három csillag (1960)
- A megfelelő ember (1960)
- Puskák és galambok (1961)
- Két félidő a pokolban (1961)
- Az aranyember (1962)
- Fagyosszentek (1962)
- Húsz évre egymástól (1962)
- Áprilisi riadó (1962)
- Germinal (1963)
- Asszony a telepen (1963)
- Oldás és kötés (1963)
- Húsz óra (1965)
- Így jöttem (1965)
- A kőszívű ember fiai (1965)
- Zöldár (1965)
- Egy magyar nábob (1966)
- Kárpáthy Zoltán (1966)
- Az első esztendő (1966)
- Szegénylegények (1966)
- Fiúk a térről (1967)
- Keserű igazság (1968)

### Tévéfilmek
- A Veréb utcai csata (1959)
- Rab Ráby (1964)
- Vízivárosi nyár (1964)
- A helység kalapácsa (1965)
- Princ, a katona 1–13. (1966)
- Halász doktor (1968)

## Elismerései
- Kossuth-díj (1953)